# Kazimierz Grążawski
Kazimierz Piotr Grążawski (ur. 3 marca 1957 w Brodnicy, zm. 28 października 2024) – polski archeolog i historyk, doktor habilitowany nauk humanistycznych, profesor UWM.

## Życiorys
W 1981 ukończył studia archeologiczne na Uniwersytecie Mikołaja Kopernika w Toruniu, w  1999 obronił pracę  doktorską pt. Zasiedlenie rejonu środkowej Drwęcy we wczesnym średniowieczu (druga połowa VII- pierwsza połowa XIII w.), której promotorem była prof. Jadwiga Chudziakowa, w 2010 habilitował się na podstawie pracy zatytułowanej Ziemia lubawska na pograniczu słowiańsko-pruskim w VIII-XIII w. Studium nad rozwojem osadnictwa. 
Był zatrudniony w Wyższej Szkole Humanistyczno-Ekonomicznej we Włocławku i na Uniwersytecie Warszawskim.

## Odznaczenia
- Srebrny Krzyż Zasługi (2005)[5]